# رستوران فست فود

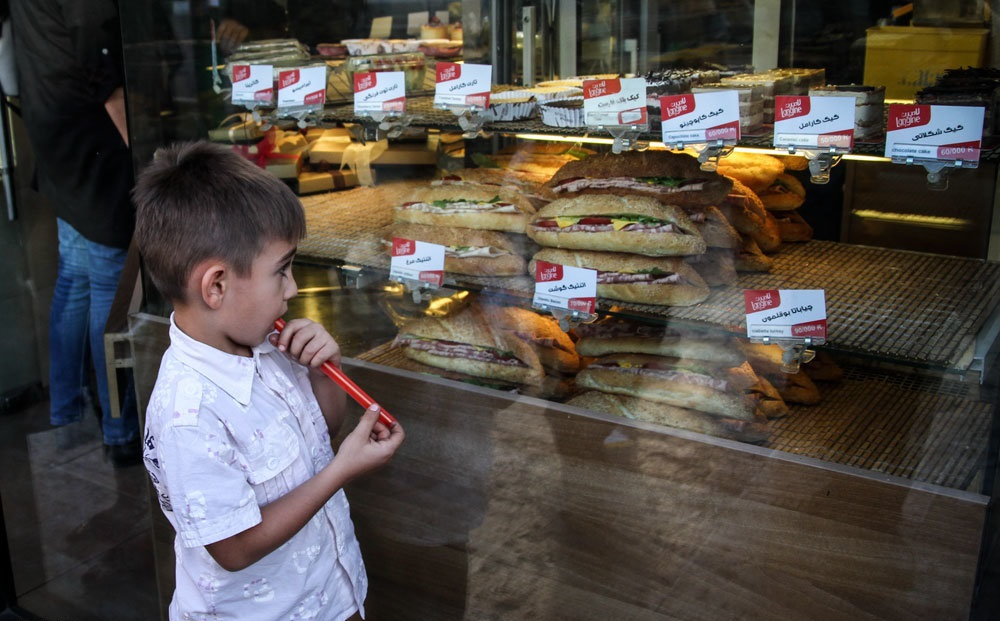
ویترین یک رستوان فست فود در ایران

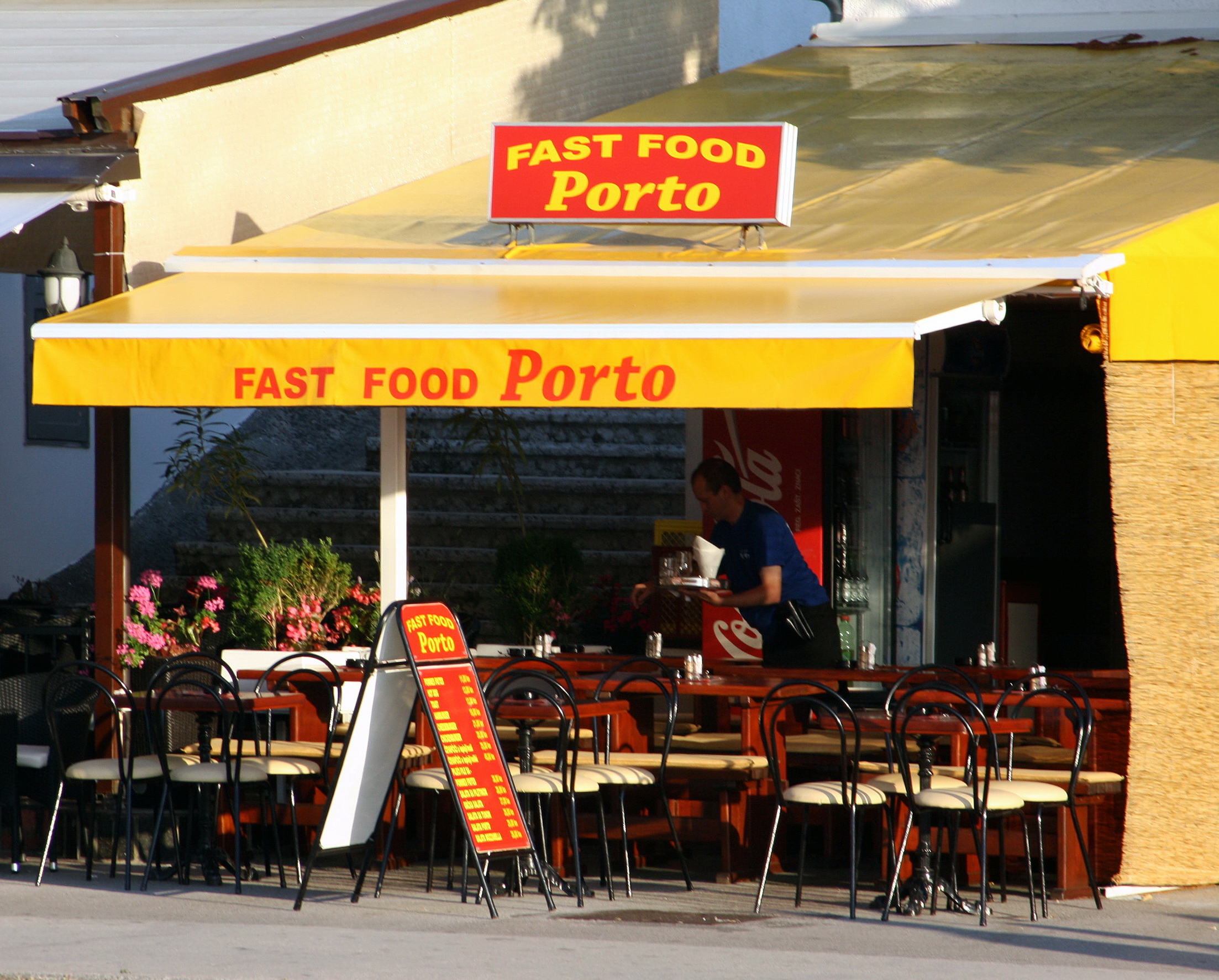
یک رستوران فست فود در بندر Malinska کرواسی

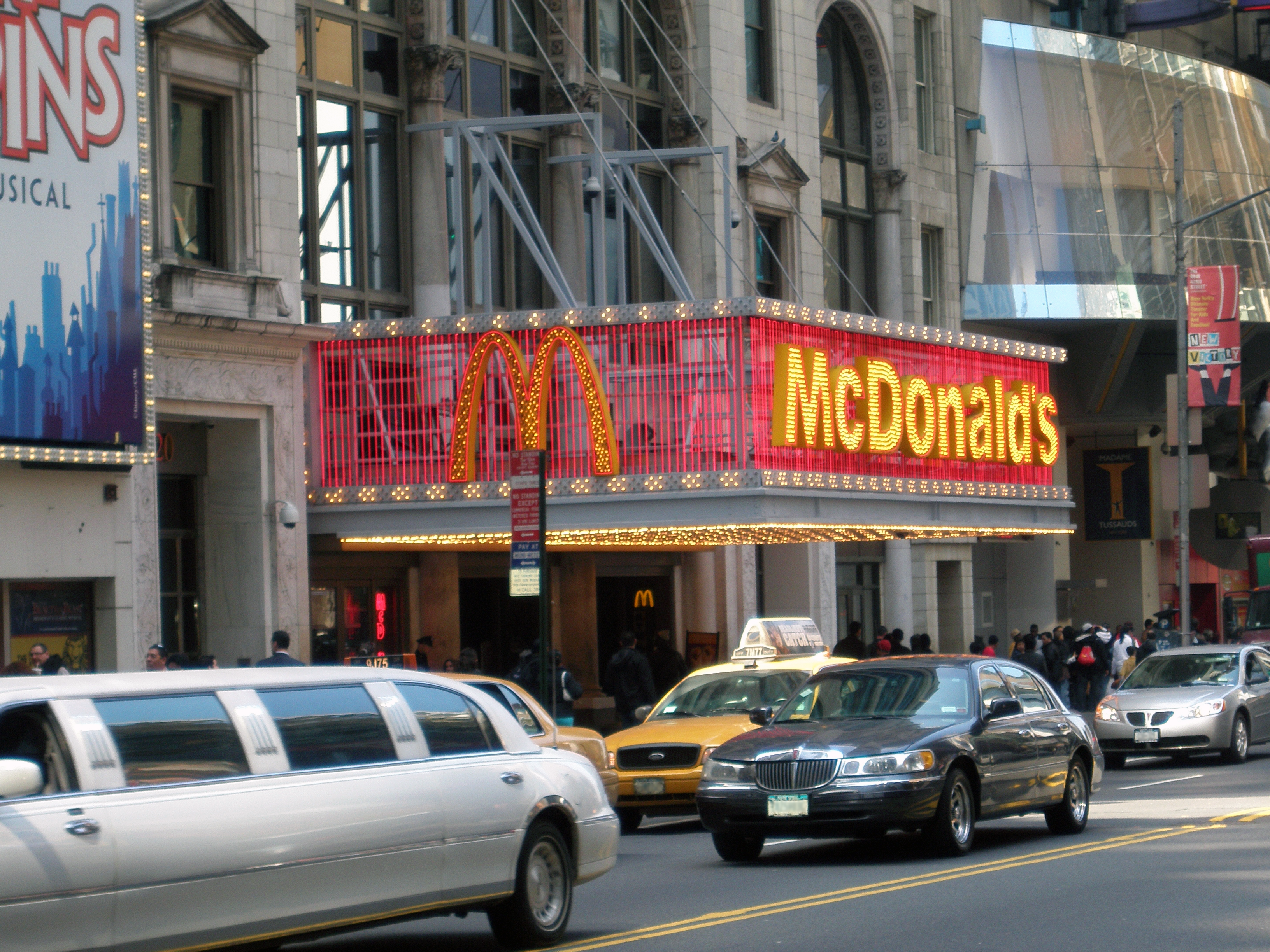
شعبه‌ای از مک دونالد در میدان تایمزشهر نیویورک

فست فود یا رستوران خدمات سریع (QSR: quick service restaurant) یک نوع خاص از رستوران است که غذاهای فست فود در آن ارائه می‌شود و خدمات پذیرایی روی میز محدودی دارد. غذاهای گوشتی و عمدتاً به سبک و ذائقه غربی در این رستورانها در حجم زیاد پخته و به صورت گرم، آماده نگه داشته می‌شود و هنگام سفارش، بسته‌بندی و به مشتری ارائه می‌شود. غذاهای رستورانهای فست فود عمدتاً به صورت بیرون-بر هستند؛ اما میزهایی برای سرو غذا در محل هم فراهم می‌شود. رستورانهای فست‌فود به‌طور معمول بخشی از یک رستوران زنجیره‌ای یا فرانشیز هستند که مقررات استانداردی در همه شعبه‌ها دارند و مواد تشکیل دهنده و/یا نیمه آماده مواد غذایی و لوازم را از راه‌های مشخصی به شعبه‌ها می‌رسانند.
احتمالاً اولین رستوران فست فود در ایالات متحده آمریکا در سال ۱۹۱۹ یا ۱۹۲۱ تأسیس شده‌است. امروزه رستورانهای زنجیره‌ای فست فود مانند مک دونالد و کی‌اف‌سی به صورت شرکت‌های چند ملیتی با شعبه‌هایی در سراسر جهان فعال هستند.
رستورانهای فست فود به دو صورت ثابت و متحرک (خودرو) هستند.

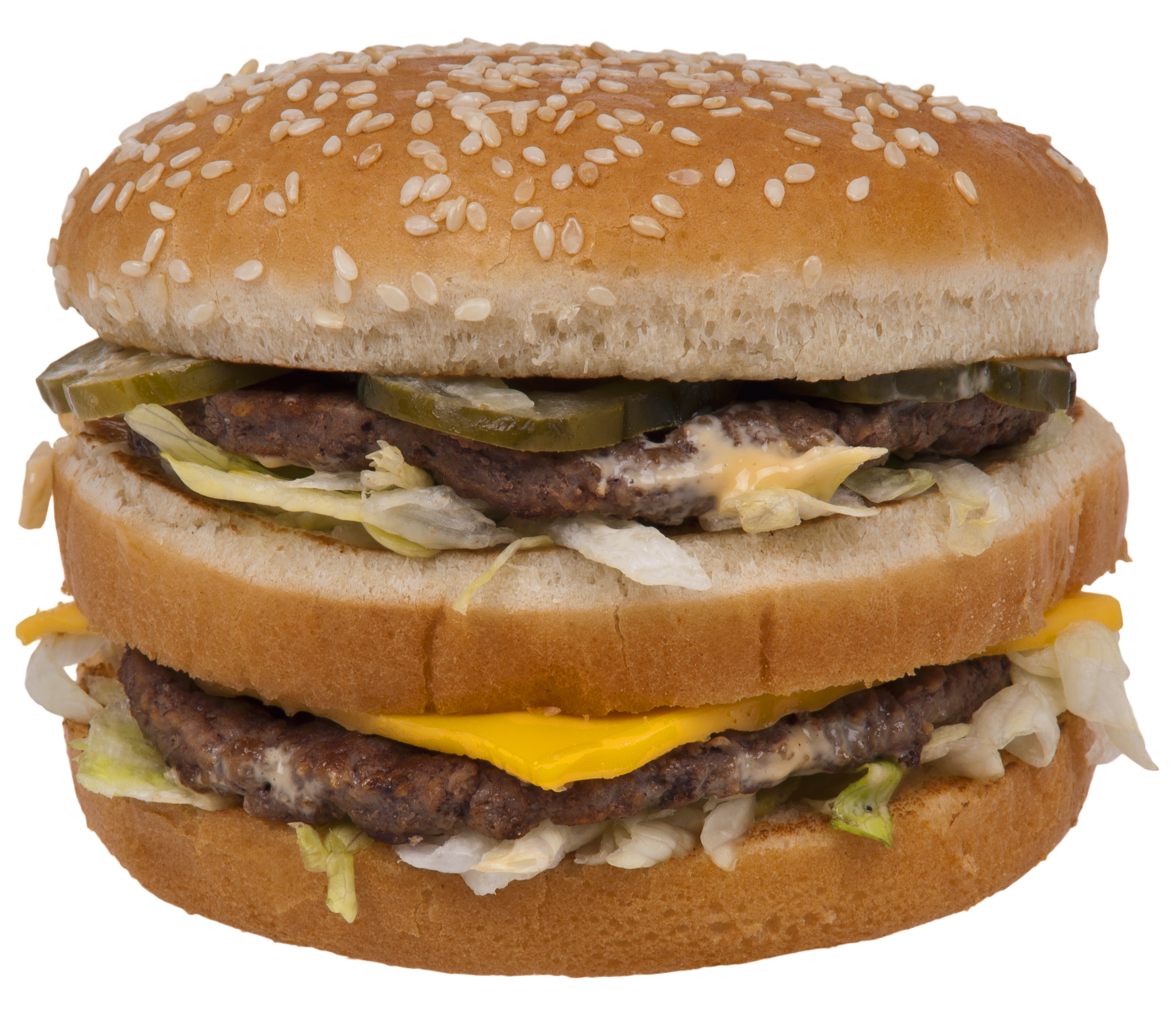
همبرگر بیگ مک

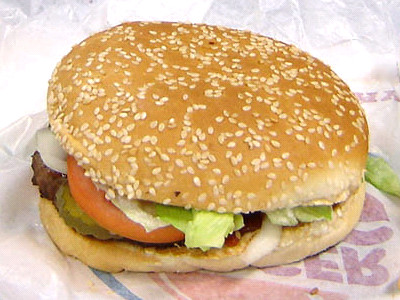
همبرگر هوپر از برگرکینگ.

## تخفیف در رستورانهای فست فود
رستورانهای فست فود برای برخی خوراکی‌ها تخفیف قائل می‌شوند. معمولاً به این نوع غذاها، خوراک با ارزش یا وعده غذایی اقتصادی () گفته می‌شود. وعده‌های با تخفیف غذایی عمدتاً به صورت ترکیبی هستند. واژه کمبو در بسیار از رستورانها برای چنین ترکیباتی از غذا و نوشیدنی و دسر به کار می‌رود. تخفیف دادن در مواد غذایی با دیدگاه فکری بازاریابی وفادارانه سازگار است.

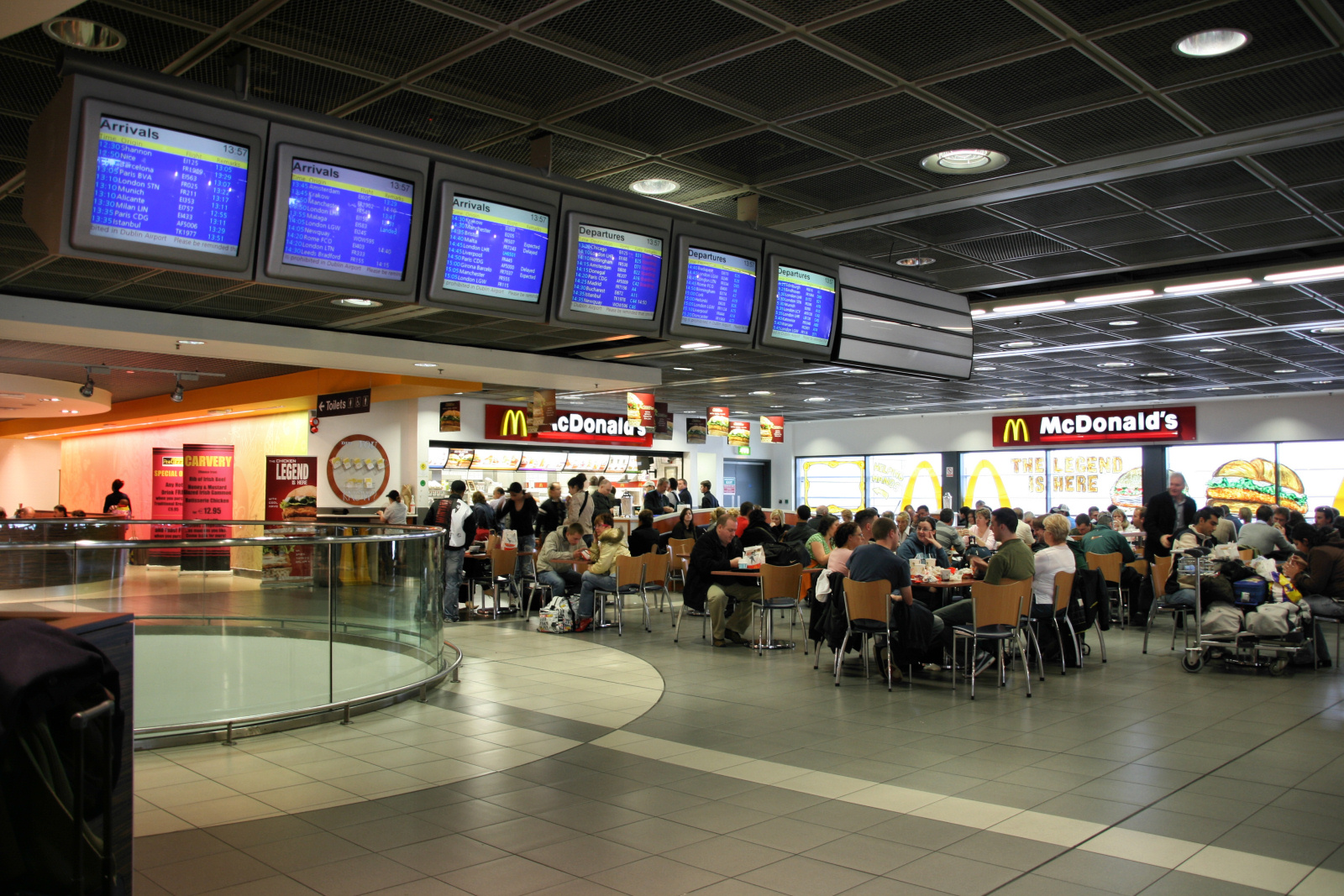
رستوران فست فود مک دونالد در فرودگاه دوبلین

## هزینه‌های مشتریان
در ایالات متحده آمریکا، در سال ۲۰۰۰ جمعاً مبلغ ۱۱۰ میلیارد دلار از سوی مشتریان برای خرید فست فود صرف شده‌است.

## برندهای مشهور رستورانهای فست فود
رستوران زنجیره‌ای مک‌دونالد کار خود را از سال ۱۹۵۵ آغاز کرد و بسیار موفق بوده‌است.
برگر کینگ و کی‌اف‌سی نیز جزء رستورانهای فست فود شناخته شده می‌شوند.
در آمریکای شمالی این-ان-اوت و تامی اورجینال و جک این د باکس نمونه‌های آمریکایی رستورانهای فست فود هستند.

### سایر برندهای مشهور[۹]
- وندیز
- دانکن دوناتز
- استارباکس
- تاکو بل
- یام! برندز
- دومینوز پیتزا
- ساب وی
- کویزنوس
- پیتزا هات[۱۰][۱۱]
- هانگری جکز[۱۲]